# Einwohnerentwicklung von Dortmund
Dieser Artikel gibt die Einwohnerentwicklung von Dortmund tabellarisch und graphisch wieder.
Am 31. Dezember 2018 betrug die „Amtliche Einwohnerzahl“ von Dortmund nach Fortschreibung des Landesbetriebs Information und Technik Nordrhein-Westfalen (IT.NRW) 587.010 (nur Hauptwohnsitze und nach Abgleich mit den anderen Landesämtern).

## Einwohnerentwicklung
Um 1300, während der Zeit der Hanse, galt Dortmund mit den benachbarten Städten Köln und Soest als eine der größten Städte auf dem Gebiet der heutigen Bundesrepublik Deutschland. Zuweilen wird eine Einwohnerzahl von bis zu 15.000 genannt. Doch diese Zahl ist historisch nicht gesichert. Historiker gehen von einer Einwohnerzahl zwischen 6.000 und 10.000 aus. Im Laufe des Mittelalters sanken bedingt durch Kriege und Fehden sowie durch Pestepidemien die Einwohnerzahlen auf etwa 4.000. Im Jahre 1793 hatte Dortmund 4.500 Einwohner.
Ab der Mitte des 19. Jahrhunderts begann durch die Kohlenförderung und Stahlverarbeitung der Aufstieg Dortmunds und der Wandel zu einer Industriestadt. Seit der Eröffnung der Cöln-Mindener Eisenbahn im Jahre 1847 wurde Dortmund zu einem wichtigen Verkehrsknoten im Ruhrgebiet. Einen weiteren bedeutenden Beitrag zur wirtschaftlichen Entwicklung leistete 1899 die Eröffnung des Dortmund-Ems-Kanals und damit des Hafens.
Schon im Mittelalter war Dortmund Einwanderungsstadt, mit Beginn der Industrialisierung stieg der Zuzug enorm an. Unter diesen Einwanderern waren auch viele Polen und damit erstmals eine große Gruppe nichtdeutschsprachiger Personen mit anderer Religion, die sich aber letztlich assimilierten. Der Bedarf an Arbeitskräften führte zu einem enormen Bevölkerungswachstum. Hatte die Stadt 1849 erst 10.532 Einwohner, so waren es 1890 bereits 90.000.
Im Jahre 1904 überschritt die Einwohnerzahl der Stadt Dortmund die Grenze von 100.000, wodurch sie zur Großstadt wurde. Nach der Eingemeindung der Stadt Hörde (1925 = 34.575 Einwohner) und der Landkreise Dortmund und Hörde lebten 1929 etwa 538.000 Menschen in der Stadt. Bei der Volkszählung vom 17. Mai 1939 wurden 542.261 Personen ermittelt.
Der Zweite Weltkrieg entvölkerte das zerstörte Dortmund. Zwischen dem 5. Mai 1943 und dem 12. März 1945 flog die britische Royal Air Force insgesamt 105 Luftangriffe auf die Stadt. Acht Großangriffe zerstörten 70 Prozent des vorhandenen Wohnraums. Laut offiziellen Statistiken starben in den Bombennächten 6.341 Personen. Im April 1945 lebten in der Stadt nur noch 341.000 Menschen, ein Rückgang gegenüber Mai 1939 um 37,1 Prozent.
Nach dem Krieg siedelten sich viele in das ländliche Umland evakuierte Menschen sowie Flüchtlinge und Vertriebene aus den deutschen Ostgebieten in Dortmund an. Die Einwohnerzahlen stiegen rasch. 1965 wurde mit 657.804 Bürgern ein historischer Höchststand erreicht. Stadtplaner träumten von einer Millionenmetropole, doch es kam anders. Bis 2000 sank die Einwohnerzahl auf 588.994. Noch im Jahre 2006 stand die Stadt mit 587.624 Einwohnern unter den deutschen Großstädten an siebter und innerhalb Nordrhein-Westfalens an zweiter Stelle, bis sie mit Veröffentlichung der amtlichen Einwohnerzahlen per 30. Juni 2009 diese Platzierungen nach Jahrzehnten wieder der Stadt Düsseldorf überlassen musste, die im Unterschied zu den Großstädten im Ruhrgebiet einen stetigen Bevölkerungszuwachs zu verzeichnen hatte.
Nach eigener Aussage überschritt die Stadt bereits im Jahr 2016 erneut die 600.000er-Marke bei der Einwohnerzahl. Laut der Dortmunder Statistik lebten Ende 2018, 602.566 Menschen in Dortmund.
Die folgende Übersicht zeigt die Einwohnerzahlen nach dem jeweiligen Gebietsstand. Bis 1812 handelt es sich meist um Schätzungen, danach um Volkszählungsergebnisse (¹) oder amtliche Fortschreibungen der Stadtverwaltung (bis 1970) und des Statistischen Landesamtes (ab 1971). Die Angaben beziehen sich ab 1834 auf die „Zollabrechnungsbevölkerung“, ab 1871 auf die „Ortsanwesende Bevölkerung“, ab 1925 auf die Wohnbevölkerung und seit 1987 auf die „Bevölkerung am Ort der Hauptwohnung“. Vor 1834 wurde die Einwohnerzahl nach uneinheitlichen Erhebungsverfahren ermittelt.

### Von 1300 bis 1870
(jeweiliger Gebietsstand)
| Jahr/Datum        | Einwohner |
| ----------------- | --------- |
| 1300              | 10.000    |
| 1380              | 8.000     |
| 1480              | 7.500     |
| 1600              | 4.000     |
| 1700              | 3.000     |
| 1793              | 4.500     |
| 1809              | 4.394     |
| 1812              | 4.828     |
| 1. Dezember 1816¹ | 4.465     |
| 1. Dezember 1819¹ | 4.453     |
| 1. Dezember 1822¹ | 4.534     |
| 1. Dezember 1825¹ | 5.962     |
| 1. Dezember 1828¹ | 6.167     |

| Datum             | Einwohner |
| ----------------- | --------- |
| 1. Dezember 1831¹ | 6.121     |
| 3. Dezember 1834¹ | 6.360     |
| 3. Dezember 1837¹ | 6.861     |
| 3. Dezember 1840¹ | 7.205     |
| 3. Dezember 1843¹ | 7.620     |
| 3. Dezember 1846¹ | 8.893     |
| 3. Dezember 1849¹ | 10.532    |
| 3. Dezember 1852¹ | 13.546    |
| 3. Dezember 1855¹ | 16.664    |
| 3. Dezember 1858¹ | 22.115    |
| 3. Dezember 1861¹ | 23.372    |
| 3. Dezember 1864¹ | 27.356    |
| 3. Dezember 1867¹ | 33.453    |

¹ Volkszählungsergebnis

### Von 1871 bis 1944
(jeweiliger Gebietsstand)
| Datum             | Einwohner |
| ----------------- | --------- |
| 1. Dezember 1871¹ | 44.420    |
| 1. Dezember 1875¹ | 57.742    |
| 1. Dezember 1880¹ | 66.544    |
| 1. Dezember 1885¹ | 78.435    |
| 1. Dezember 1890¹ | 89.663    |
| 31. Dezember 1891 | 92.740    |
| 31. Dezember 1892 | 96.020    |
| 31. Dezember 1893 | 99.450    |
| 31. Dezember 1894 | 104.340   |
| 2. Dezember 1895¹ | 111.232   |
| 31. Dezember 1896 | 120.410   |
| 31. Dezember 1897 | 128.120   |
| 31. Dezember 1898 | 135.260   |
| 31. Dezember 1899 | 136.110   |
| 1. Dezember 1900¹ | 142.733   |
| 31. Dezember 1901 | 148.796   |
| 31. Dezember 1902 | 150.420   |
| 31. Dezember 1903 | 156.677   |
| 31. Dezember 1904 | 167.570   |

| Datum             | Einwohner |
| ----------------- | --------- |
| 1. Dezember 1905¹ | 175.577   |
| 31. Dezember 1906 | 183.851   |
| 31. Dezember 1907 | 191.581   |
| 31. Dezember 1908 | 199.311   |
| 31. Dezember 1909 | 207.041   |
| 1. Dezember 1910¹ | 214.226   |
| 31. Dezember 1911 | 224.399   |
| 31. Dezember 1912 | 237.515   |
| 31. Dezember 1913 | 250.778   |
| 1. Dezember 1916¹ | 279.030   |
| 5. Dezember 1917¹ | 261.581   |
| 8. Oktober 1919¹  | 295.026   |
| 31. Dezember 1919 | 305.900   |
| 31. Dezember 1920 | 313.752   |
| 31. Dezember 1921 | 327.865   |
| 31. Dezember 1922 | 327.808   |
| 31. Dezember 1923 | 321.630   |
| 31. Dezember 1924 | 322.607   |
| 16. Juni 1925¹    | 321.743   |

| Datum             | Einwohner |
| ----------------- | --------- |
| 31. Dezember 1925 | 324.280   |
| 31. Dezember 1926 | 325.937   |
| 31. Dezember 1927 | 328.707   |
| 31. Dezember 1928 | 465.196   |
| 31. Dezember 1929 | 537.891   |
| 31. Dezember 1930 | 535.087   |
| 31. Dezember 1931 | 533.333   |
| 31. Dezember 1932 | 532.521   |
| 16. Juni 1933¹    | 540.875   |
| 31. Dezember 1933 | 543.413   |
| 31. Dezember 1934 | 542.935   |
| 31. Dezember 1935 | 541.799   |
| 31. Dezember 1936 | 543.942   |
| 31. Dezember 1937 | 546.076   |
| 31. Dezember 1938 | 543.700   |
| 17. Mai 1939¹     | 542.261   |
| 31. Dezember 1939 | 546.300   |
| 31. Dezember 1940 | 542.200   |

¹ Volkszählungsergebnis
Quelle: Stadt Dortmund

### Von 1945 bis 1989
(jeweiliger Gebietsstand)
| Datum               | Einwohner |
| ------------------- | --------- |
| 30. April 1945      | 341.000   |
| 31. Dezember 1945   | 433.156   |
| 29. Oktober 1946¹   | 436.491   |
| 31. Dezember 1947   | 459.731   |
| 13. September 1950¹ | 507.349   |
| 31. Dezember 1951   | 534.639   |
| 31. Dezember 1952   | 554.498   |
| 31. Dezember 1953   | 579.525   |
| 25. September 1956¹ | 607.885   |
| 6. Juni 1961¹       | 641.480   |
| 31. Dezember 1961   | 643.921   |
| 31. Dezember 1962   | 648.085   |
| 31. Dezember 1963   | 651.138   |
| 31. Dezember 1964   | 653.833   |

| Datum             | Einwohner |
| ----------------- | --------- |
| 31. Dezember 1965 | 657.804   |
| 31. Dezember 1966 | 655.244   |
| 31. Dezember 1967 | 648.912   |
| 31. Dezember 1968 | 645.844   |
| 31. Dezember 1969 | 649.006   |
| 27. Mai 1970¹     | 639.634   |
| 31. Dezember 1970 | 642.680   |
| 31. Dezember 1971 | 642.396   |
| 31. Dezember 1972 | 637.862   |
| 31. Dezember 1973 | 632.317   |
| 31. Dezember 1974 | 628.198   |
| 31. Dezember 1975 | 630.609   |
| 31. Dezember 1976 | 617.590   |
| 31. Dezember 1977 | 612.769   |

| Datum             | Einwohner |
| ----------------- | --------- |
| 31. Dezember 1978 | 609.954   |
| 31. Dezember 1979 | 605.418   |
| 31. Dezember 1980 | 608.297   |
| 31. Dezember 1981 | 605.418   |
| 31. Dezember 1982 | 599.521   |
| 31. Dezember 1983 | 589.955   |
| 31. Dezember 1984 | 579.697   |
| 31. Dezember 1985 | 572.094   |
| 31. Dezember 1986 | 568.164   |
| 25. Mai 1987¹     | 584.089   |
| 31. Dezember 1987 | 583.793   |
| 31. Dezember 1988 | 587.328   |
| 31. Dezember 1989 | 594.058   |

¹ Volkszählungsergebnis
Quellen: Stadt Dortmund (bis 1970), Landesbetrieb Information und Technik Nordrhein-Westfalen (ab 1971)

### Ab 1990
(jeweiliger Gebietsstand)
| Datum             | Einwohner |
| ----------------- | --------- |
| 31. Dezember 1990 | 599.055   |
| 31. Dezember 1991 | 601.007   |
| 31. Dezember 1992 | 600.669   |
| 31. Dezember 1993 | 601.966   |
| 31. Dezember 1994 | 600.918   |
| 31. Dezember 1995 | 598.840   |
| 31. Dezember 1996 | 597.024   |
| 31. Dezember 1997 | 594.866   |
| 31. Dezember 1998 | 591.733   |
| 31. Dezember 1999 | 590.213   |

| Datum             | Einwohner |
| ----------------- | --------- |
| 31. Dezember 2000 | 588.994   |
| 31. Dezember 2001 | 589.240   |
| 31. Dezember 2002 | 590.831   |
| 31. Dezember 2003 | 589.661   |
| 31. Dezember 2004 | 588.680   |
| 31. Dezember 2005 | 588.168   |
| 31. Dezember 2006 | 587.624   |
| 31. Dezember 2007 | 586.909   |
| 31. Dezember 2008 | 584.412   |
| 31. Dezember 2009 | 581.308   |

| Datum             | Einwohner |
| ----------------- | --------- |
| 31. Dezember 2010 | 580.444   |
| 31. Dezember 2011 | 571.403   |
| 31. Dezember 2012 | 572.087   |
| 31. Dezember 2013 | 575.944   |
| 31. Dezember 2014 | 580.511   |
| 31. Dezember 2015 | 586.181   |
| 31. Dezember 2016 | 585.813   |
| 31. Dezember 2017 | 586.600   |
| 31. Dezember 2018 | 587.010   |
| 31. Dezember 2019 | 588.250   |

| Datum             | Einwohner |
| ----------------- | --------- |
| 31. Dezember 2020 | 587.696   |
| 31. Dezember 2021 | 586.852   |
| 31. Dezember 2022 | 599.370   |
| 31. Dezember 2023 | 601.343   |
| 31. Dezember 2024 | 603.462   |

Quelle: Landesbetrieb Information und Technik Nordrhein-Westfalen

## Bevölkerungsprognosen

Prognosen der nebenstehenden Tabelle im Vergleich zur realen Entwicklung von 1990 bis 2018

Das IT.NRW sagte 2009 in ihrer „Vorausberechnung der Bevölkerungsentwicklung in Nordrhein-Westfalen“ für Dortmund einen Rückgang der Einwohnerzahl bis 2030 auf 571.900 voraus.
In ihrem 2006 publizierten „Wegweiser Kommune“, in dem die Bertelsmann-Stiftung Daten zur Entwicklung der Einwohnerzahl von 2927 Kommunen in Deutschland lieferte, wurde für Dortmund ein Rückgang der Bevölkerung zwischen 2006 und 2025 um 2,3 Prozent (13.706 Personen) vorausgesagt.
In ihrer 2009 veröffentlichten Publikation „Wer, wo, wie viele? – Bevölkerung in Deutschland 2025“, in der die Bertelsmann-Stiftung Daten zur Entwicklung der Einwohnerzahl für alle Kommunen ab 5000 Einwohner in Deutschland lieferte, wurde für Dortmund dagegen ein Rückgang der Bevölkerung zwischen 2009 und 2030 um 5,2 Prozent (30.460 Personen) vorausgesagt.
Vergleicht man die Prognose aus dem Jahr 2009 des IT.NRW mit der schon 2009 korrigierten Prognose der Bertelsmann-Stiftung für das Jahr 2030, weichen diese beiden bereits mit vier Prozent voneinander ab (IT.NRW 571.900 Einwohner gegenüber Bertelsmann 550.460 Einwohner, mithin effektive Differenz bereits 21.440 Einwohner).
Im Jahr 2015 korrigierte IT.NRW die eigene Prognose. Vorhergesagt wurde nun ein Zuwachs um 25.300 Einwohner bis 2025 (Zeitraum 10 Jahre). Bis zum Jahr 2040 wurde ein Anstieg der Bevölkerungszahlen um 5,1 % auf 604.100 Personen prognostiziert. Damit wurde die eigene Prognose von IT.NRW aus 2009 (vor nur sechs Jahren) revidiert, die noch einen Rückgang auf etwa 575.000 Einwohner vorausgesagt hatte.
Absolute Bevölkerungsentwicklung für Dortmund (Hauptwohnsitze) – Prognosen von 2006 und 2009 (Ref 2012–2030):
| Datum             | Einwohner |
| ----------------- | --------- |
| 31. Dezember 2006 | 587.624   |
| 31. Dezember 2010 | 586.618   |
| 31. Dezember 2015 | 584.001   |
| 31. Dezember 2020 | 579.849   |
| 31. Dezember 2025 | 573.918   |

Quelle: Bertelsmann-Stiftung
| Datum             | Einwohner |
| ----------------- | --------- |
| 31. Dezember 2009 | 580.920   |
| 31. Dezember 2015 | 576.020   |
| 31. Dezember 2020 | 569.340   |
| 31. Dezember 2025 | 560.770   |
| 31. Dezember 2030 | 550.460   |

Quelle: Bertelsmann Stiftung
Im März 2016 veröffentlichte die Deutsche Postbank AG eine unter Leitung von Michael Bräuninger, Professor an der Helmut-Schmidt-Universität, durchgeführte Studie unter dem Titel Wohnatlas 2016 – Leben in der Stadt, in der für 36 deutsche Großstädte auch eine Bevölkerungsprognose für das Jahr 2030 durchgeführt wird. Sie berücksichtigt auch explizit den Zuzug der Flüchtlinge. Für Dortmund wird darin von 2015 bis 2030 trotz Flüchtlingszuzug ein Bevölkerungsrückgang von 2,56 % vorhergesagt.

## Bevölkerungsstruktur
Laut der stadteigenen Statistik sind die größten Gruppen der melderechtlich in Dortmund registrierten Ausländer am 31. Dezember 2018 aus der Türkei, Syrien, Polen, Rumänien, Spanien, Griechenland, Bulgarien, Italien, Marokko, Irak, Kroatien, Ukraine und Mazedonien. Der Ausländeranteil lag am 31. Dezember 2018 bei 18,2 %. Von der amtlichen Statistik als Ausländer nicht erfasst werden eingebürgerte Personen und als Deutsche in Deutschland geborene Kinder ausländischer Abstammung.
| Bevölkerung                 | Stand 31. Dezember 2018 |
| --------------------------- | ----------------------- |
| Einwohner mit Hauptwohnsitz | 602.566                 |
| 0davon männlich             | 298.434                 |
| 0weiblich                   | 304.132                 |
| Deutsche                    | 492.845                 |
| 0davon männlich             | 239.739                 |
| 0weiblich                   | 253.106                 |
| Ausländer                   | 109.721                 |
| 0davon männlich             | 58.695                  |
| 0weiblich                   | 51.026                  |
| Ausländeranteil in Prozent  | 18,2                    |

Quelle: Stadt Dortmund
| Nationalität            | Einwohner (31. Dez 2018) |
| ----------------------- | ------------------------ |
| Türkei                  | 21.689                   |
| Syrien                  | 9.906                    |
| Polen                   | 9.806                    |
| Rumänien                | 5.114                    |
| Spanien                 | 4.248                    |
| Griechenland            | 4.185                    |
| Bulgarien               | 3.925                    |
| Italien                 | 3.731                    |
| Marokko                 | 3.256                    |
| Irak                    | 2.707                    |
| Kroatien                | 2.372                    |
| Ukraine                 | 2.328                    |
| Nordmazedonien          | 2.199                    |
| Serbien                 | 2.156                    |
| Russland                | 1.932                    |
| Bosnien und Herzegowina | 1.891                    |
| Portugal                | 1.831                    |
| Volksrepublik China     | 1.605                    |
| Kosovo                  | 1.480                    |
| Ungarn                  | 1.327                    |

Quelle: Stadt Dortmund

## Altersstruktur

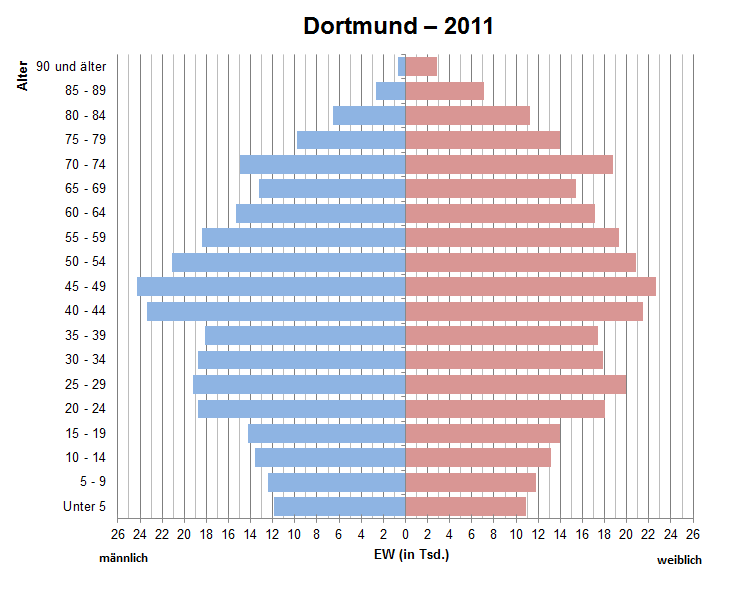
Bevölkerungspyramide für Dortmund (Datenquelle: Zensus 2011.)

Die folgende Übersicht zeigt die Entwicklung der Gesamtbevölkerung und die einzelner Altersgruppen von 1990 bis 2009. Alle Daten stammen vom 31. Dezember des jeweiligen Jahres.
| Jahr | Gesamtbevölkerung | Alter: 0 bis 14 | Alter: 15 bis 64 | Alter: ab 65 |
| ---- | ----------------- | --------------- | ---------------- | ------------ |
| 1990 | 599.055           | 83.154          | 419.001          | 96.900       |
| 1991 | 601.007           | 84.853          | 418.137          | 98.017       |
| 1992 | 600.669           | 86.031          | 415.470          | 99.168       |
| 1993 | 601.966           | 87.361          | 413.790          | 100.815      |
| 1994 | 600.918           | 87.867          | 410.841          | 102.210      |
| 1995 | 598.840           | 87.772          | 407.333          | 103.735      |
| 1996 | 597.024           | 87.923          | 404.783          | 104.318      |
| 1997 | 594.866           | 87.760          | 402.596          | 104.510      |
| 1998 | 591.733           | 87.256          | 399.841          | 104.636      |
| 1999 | 590.213           | 86.845          | 397.182          | 106.186      |
| 2000 | 588.994           | 86.586          | 394.460          | 107.948      |
| 2001 | 589.240           | 86.036          | 392.999          | 110.205      |
| 2002 | 590.831           | 85.175          | 393.435          | 112.221      |
| 2003 | 589.661           | 84.126          | 391.174          | 114.361      |
| 2004 | 588.680           | 82.916          | 388.705          | 117.059      |
| 2005 | 588.168           | 81.574          | 387.409          | 119.185      |
| 2006 | 587.624           | 80.140          | 386.464          | 121.020      |
| 2007 | 586.909           | 78.851          | 386.413          | 121.645      |
| 2008 | 584.412           | 77.719          | 384.710          | 121.983      |
| 2009 | 581.308           | 76.686          | 382.405          | 122.217      |

Quelle: Landesdatenbank NRW des Landesbetriebs Information und Technik Nordrhein-Westfalen
| Jahr | Bevölkerung | Alter: 0–6 | Alter: 6–18 | Alter: 18–40 | Alter: 40–65 | Alter: 65 und älter |
| ---- | ----------- | ---------- | ----------- | ------------ | ------------ | ------------------- |
| 2010 | 576.704     | 28.443     | 64.048      | 160.691      | 204.955      | 118.567             |
| 2011 | 578.126     | 28.286     | 63.251      | 161.519      | 206.625      | 118.445             |
| 2012 | 579.012     | 28.363     | 62.619      | 162.979      | 206.792      | 118.259             |
| 2013 | 583.658     | 28.928     | 62.527      | 166.683      | 206.968      | 118.552             |
| 2014 | 589.283     | 29.956     | 62.885      | 170.444      | 206.381      | 119.617             |
| 2015 | 596.575     | 31.184     | 63.288      | 175.795      | 206.429      | 119.879             |
| 2016 | 601.150     | 32.265     | 64.122      | 178.102      | 206.590      | 120.071             |
| 2017 | 601.780     | 33.245     | 63.753      | 178.252      | 205.858      | 120.672             |
| 2018 | 602.566     | 33.941     | 63.688      | 178.618      | 205.113      | 121.206             |

Quelle: Stadt Dortmund

## Stadtbezirke
Die Einwohnerzahlen beziehen sich auf den 31. Dezember 2017 (Hauptwohnsitze).
| Stadtbezirk     | Einwohnerzahl | Fläche in km² | Bevölkerungsdichte | Ausländerzahl | Ausländer in % |
| --------------- | ------------- | ------------- | ------------------ | ------------- | -------------- |
| Aplerbeck       | 55.569        | 24,98         | 2.225              | 4.347         | 7,8            |
| Brackel         | 56.110        | 30,88         | 1.817              | 5.976         | 10,7           |
| Eving           | 38.237        | 22,89         | 1.670              | 9.127         | 23,9           |
| Hombruch        | 57.003        | 34,98         | 1.630              | 5.703         | 10,0           |
| Hörde           | 56.014        | 29,79         | 1.880              | 7.931         | 14,2           |
| Huckarde        | 36.508        | 15,1          | 2.418              | 5.843         | 16,0           |
| Innenstadt-Nord | 59.479        | 14,42         | 4.128              | 31.069        | 53,1           |
| Innenstadt-Ost  | 56.776        | 11,27         | 5.040              | 8.713         | 15,3           |
| Innenstadt-West | 52.970        | 13,76         | 3.850              | 9.608         | 18,1           |
| Lütgendortmund  | 48.840        | 22,44         | 2.176              | 6.628         | 13,6           |
| Mengede         | 38.909        | 28,77         | 1.353              | 6.633         | 17,0           |
| Scharnhorst     | 46.128        | 31,44         | 1.467              | 8.143         | 17,7           |
| Dortmund        | 602.566       | 280,71 km²    | 2.147 Einw./km²    | 109.721       | 18,2           |

Quelle: Stadt Dortmund